# فرودگاه بین‌المللی ثنای
فرودگاه بین‌المللی ثنای (به انگلیسی: Senai International Airport) (به زبان بومی: Lapangan Terbang Antarabangsa Senai) یک فرودگاه همگانی مسافربری با کد یاتا JHB است که یک باند فرود آسفالت دارد و طول باند آن ۳۸۰۰ متر است. این فرودگاه در کشور مالزی قرار دارد و در ارتفاع 41 متری از سطح دریا واقع شده است.

## شرکت‌های هواپیمایی و مقصدهای پروازی

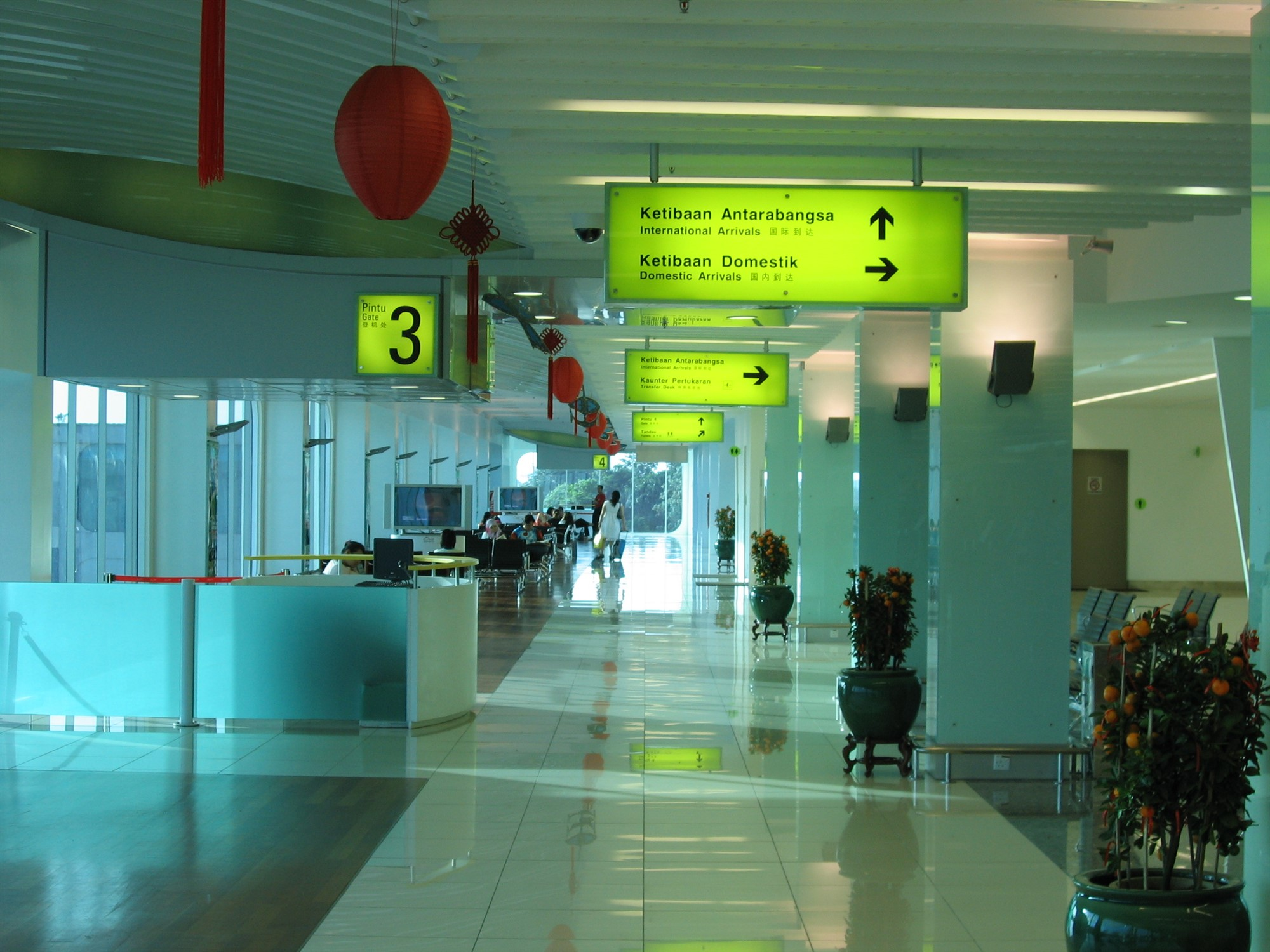
Inside Senai Airport

| شرکت‌های هواپیمایی | مقصدهای پروازی |
| ----------------- | --- |
| ایرآسیا           | دن موئنگ، بایون گوآنگجو، تان سون نهات، سوئکارنو-هتا، کوتا کینابالو، کوالالامپور، سلطان محمود، کوچینگ، لانگکاوی، میری، پنانگ، سیبو، تاوائو |
| Firefly           | سلطان عبدالعزیز شاه |
| ایرآسیای اندونزی  | جواندا |
| مالزی ایرلاینز    | کوالالامپور چارتر فصلی: ملک عبدالعزیز، شاهزاده محمد بن عبدالعزیز                                                                          |
| مالیندو ایر       | سلطان ازلان شاه، سلطان عبدالعزیز شاه چارتر فصلی: انگوراه رای                                                                              |

### Cargo carriers
| شرکت‌های هواپیمایی      | مقصدهای پروازی      |
| ---------------------- | ------------------- |
| ام‌ای‌اس کارگو           | کوالالامپور، ناریتا |
| Transmile Air Services | کوالالامپور         |